# Myodocarpus tourettei
Myodocarpus tourettei är en tvåhjärtbladig växtart som beskrevs av Porter Prescott Lowry. Myodocarpus tourettei ingår i släktet Myodocarpus och familjen Myodocarpaceae. Inga underarter finns listade.